# عدن الحاتمي (جبلة)

تعديل مصدري - تعديل

عدن الحاتمي محلة تابعة لقرية الرباط، التابعة لعزلة الثوابي بمديرية جبلة إحدى مديريات محافظة إب في الجمهورية اليمنية، بلغ تعداد سكانها 57 حسب تعداد اليمن لعام 2004.